# Bae Suzy
Bae Suzy (Hangul: 배수지, Bae Su-ji) (Gwangju, 10 oktober 1994) is een Zuid-Koreaans zangeres en actrice. 
Bae was onderdeel van de Koreaans-Chinese meidengroep Miss A. In 2017 bracht ze haar debuutalbum uit.
Ook speelde ze sinds 2011 mee in vele televisieseries en films. 

## Discografie

### Albums
- Yes? No?, 2017

### Singles
- 구가의 서 - 나를 잊지 말아요, 2013
- Dream, 2016

- Gemeinsame Normdatei: 1299628559
- International Standard Name Identifier: 0000 0004 2338 5468
- Library of Congress Control Number: no2019024946
- MusicBrainz: 72325a65-557b-47d6-8bbb-b374b380bc5c
- Nederlandse Thesaurus van Auteursnamen: 36307631X
- Système universitaire de documentation: 204342732
- Virtual International Authority File: 305858431
- WorldCat: E39PBJhMkYV9HGQ9HCPgddyKh3